# エルミーヌ・ダヴィッド
エルミーヌ・ダヴィッド（Hermine Lionette Cartan David、1886年4月19日 - 1970年12月1日）は、フランスの画家。パリやその近郊を描いた風景画、またランボー『イリュミナシオン』、リルケ『マルテの手記』など本の挿絵を多く手がけた。
1920年代のパリを中心に活動していたエコール・ド・パリ（パリ派）の芸術家の一人。1907年にジュール・パスキンと出会い、その後アメリカに渡り1918年に結婚した。1920年にフランスに戻り、1960年代まで活動した。

## 経歴
1886年4月19日、パリに生まれる。ジャック＝ルイ・ダヴィッドのひ孫にあたる。早くから美術に関心があり、15歳のときには水彩、素描、版画、ミニアチュールを学びはじめる。1902年、パリの国立美術学校（エコール・デ・ボザール）に入学する。
1905年に画壇デビューを果たす。女性画家彫刻家組合（Union des femmes peintres et sculpteurs）のサロンの常連となった。1907年、画家エンリ・ビング（Henri Bing）のアトリエでブルガリア出身の画家ジュール・パスキンと出会う。当時のエルミーヌはまだエコール・デ・ボザールの学生であり、ジャン＝ポール・ローランスの指導するアカデミー・ジュリアンに通いミニアチュールを学んでいた。二人はやがて恋人となり、モンマルトルやモンパルナスのボヘミアン地区にあるアトリエで一緒に暮らしはじめる。
1914年春、戦争の気運が高まるなか、ブルガリア国籍のパスキンは軍への入隊を避けるためエルミーヌと共にベルギーに渡り、その後、ロンドンにしばらく滞在した。エルミーヌはロンドンで一時パスキンと別れた。7月に第一次世界大戦が勃発すると、パスキンは10月に客船に乗ってニューヨークに向かった。その後エルミーヌもアメリカに渡り、二人は1918年に結婚し、1920年にはアメリカ国籍を取得した。
1920年10月に二人はパリに戻り、エルミーヌは本の挿絵を手がけるようになった。1922年にはベルテ・ウェイルのギャラリーで初の個展を開催した。パスキンはパリでペール・クローグの妻のリュシー・クローグと出会い、夫の女性問題で別居中だった彼女と互いに惹かれ合う。エルミーヌもリュシーのことは受け入れていたが、退廃的な生活を続けアルコール中毒になっていたパスキンは1930年に自殺してしまう。遺書には財産のすべては妻のエルミーヌとリュシーに譲ることが記されていた。
1932年のロサンゼルスオリンピックではアートコンペティションにフランス代表として出品した。同年、レジオンドヌール勲章を授与された。
1965年、ドーヴィル・ビエンナーレ（Biennale de Deauville）で水彩画賞を受賞した。
晩年は芸術家養老院に入り、1970年12月1日、ブリ＝シュル＝マルヌで死去した。